# Jelena Olegovna Szerova
Jelena Olegovna Szerova (oroszul: Елена Олеговна Серова) (Vozdvizsenka, 1976. április 22.–) orosz űrhajósnő. 
2006-ban lett űrhajós. 2011-ben beválasztották a Nemzetközi Űrállomásra induló 41. küldetés tagjai közé. Szerova az első orosz nő, aki eljutott a Nemzetközi Űrállomásra (2014. szeptember 26-án).

## Családi élete
Jelena Szerova Vozdvizsenka nevű településen született (jelenleg Usszurijszk része), Oroszország Tengermelléki határterületén, 1988-ig itt élt. Mivel apja hivatásos katona volt az Orosz Hadseregben, és áthelyezték Kelet-Németországba, 1988-ban ide költöztek. Később Moszkvába került, a Moszkvai Repülési Intézetbe, ahol megismerkedett későbbi férjével, Mark Vjacseszlavovics Szerovval (oroszul: Марк Вячеславович Серов) aki teszt űrhajós volt. Mark Szerovot 2003-ban beválasztották az RKKE-13 küldetés tagjai közé, de már ezt megelőzően nyugdíjba ment. Van egy lányuk.
Szerova egyike lett annak az öt űrhajósnak, akik a 2014-es Téli Olimpia  megnyitóünnepségén vitték az orosz zászlót.

## Életpálya
2001-ben a Moszkvai Repülési Intézetban (MAI) szerzett repülőmérnöki oklevelet. 2001-től az RKK Enyergija vállalat mérnöke, 2004-től az általános operatív irányítás csoport (MCC) mérnöke.
2006. október 11-től a Jurij Gagarin Űrhajóskiképző Központban kétéves kiképzésben részesült. 2010. április 26-tól az űrhajós különítmény tagja.
Valentyina Vlagyimirovna Tyereskova (1963), Szvetlana Jevgenyjevna Szavickaja (1982, 1984) és Jelena Vlagyimirovna Kondakova (1994, 1997) után a 4. orosz nő, aki a világűrben járt.

## Űrrepülések
Moszkvában az Orosz Szövetségi Űrügynökség és a NASA képviselői 2014. január 15-én kijelölték az ISS űrállomás 41. küldetés tagjait.
A Szojuz TMA–14M (2014. szeptember 30-tól – december 21-ig)  programjának fedélzeti mérnöke. A Nemzetközi Űrállomás  41. és 42. személyzetének egyik orosz tagja. A 42. ISS-küldetés 2015 márciusában ért véget, ekkor társaival visszatért a Földre. Szerova összesen fél évet töltött az űrállomáson, illetve az űrben.

### Tartalék személyzet
Szojuz TMA–12M fedélzeti mérnöke